# Saline (Calvados)
Pour les articles homonymes, voir Saline.
Ne doit pas être confondu avec Seulline, autre commune nouvelle du Calvados.
Saline fut une éphémère commune nouvelle française située dans le département du Calvados en région Normandie.
Elle a été créée le 1er janvier 2017 mais par jugement du 28 décembre 2018, le tribunal administratif de Caen a annulé l’arrêté préfectoral du 29 juillet 2016 portant création de la commune de Saline avec effet au 31 décembre 2019,.
Elle regroupait les communes de Troarn et Sannerville qui devenaient des communes déléguées. Son chef-lieu se situait à Troarn,.

## Géographie

### Localisation
La commune est à une quinzaine de kilomètres à l'est de Caen.

### Communes limitrophes
| Touffréville           | Bavent     | Basseneville                         |
| Démouville Cuverville  | Saline     | Saint-Pierre-du-Jonquet Saint-Samson |
| Banneville-la-Campagne | Saint-Pair | Janville                             |

## Toponymie
Le nom de la commune fait référence à l'activité des salines qui ponctuaient la basse vallée de la Dives depuis le début de l’Âge du Fer. Nombre de ses salines appartenait à l'abbaye Saint-Martin de Troarn, fondée par Roger II de Montgommery ; un document cosigné par Guillaume le Conquérant et sa femme Mathilde de Flandre a également confirmé les donations des salines à l'abbaye. Par ailleurs, l’origine du nom de Sannerville atteste également de la présence de l'activité de production de sel.
Les salines de Sallenelles étaient desservies par une voie commerciale, le Chemin Saunier, qui passe à l’ouest de Sannerville et qu’on suit jusqu’à Guibray, à côté de Falaise.
C’est au bord de ce chemin qu’un saunier, faisant le commerce du sel, se serait installé dans un village appelé par ce fait « Salnerii Villa », le « village du saunier », soit Sannerville.
En conclusion, pas de marais salants, pas de sauneries, pas de salines ni à Sannerville ni à Troarn ni à Bures et à fortiori ni à Saline.

## Histoire
Pour l'histoire des communes avant la création de Saline, il convient de se reporter aux articles consacrés aux anciennes communes fusionnées.
En mai 2016, les conseils municipaux de Troarn et Sannerville, sous l’impulsion des maires, Christophe Lemarchand et Christian Piélot, décident la création d’une commune nouvelle. Saline est créée à compter du 1er janvier 2017, mais rapidement les divergences apparaissent entre les deux anciens maires. Par ailleurs, la situation financière de la commune nouvelle est préoccupante.
En septembre 2016, un recours est déposé devant le tribunal administratif pour demander l’annulation de l’arrêté préfectoral portant création de la commune nouvelle.
Le 28 décembre 2018, le tribunal administratif de Caen annule effectivement l’arrêté préfectoral du 29 juillet 2016 portant création de la commune de Saline, avec effet reporté au 31 décembre 2019 car il est trop tard pour convenablement mettre en place une scission comptable lors de l'exercice 2019 suivant et régler les litiges liés à l'annulation pour laquelle le recours avait été demandé.
Le 16 juin 2019, après l'arrêt du tribunal mais avant la dissolution effective de Saline, une consultation publique est organisée dans la commune nouvelle compromise à court terme. La question est « Êtes-vous favorable à la poursuite de la commune de Saline ? » À 62 %, les habitants de Saline répondent non à cette question. Le 2 juillet, le conseil municipal de Saline entérine la décision de scission (mais n'avait pas d'autre choix car la commune n'avait pas fait appel de la décision judiciaire, la consultation n'ayant eu l'objet que de déterminer s'il fallait tenter une nouvelle fusion conforme au droit).
Le 1er janvier 2020 la commune nouvelle de Saline est séparée, les anciennes communes de Sannerville et Troarn (ainsi que sa commune associée de Bures-sur-Dives qui y avait supprimée en fin 2016 sans devenir commune déléguée dans la commune nouvelle, mais qui est restaurée) retrouvent leurs noms et leurs statuts initiaux, mais pour des raisons juridiques et techniques les deux communes restent dans la communauté urbaine de Caen la Mer (même si Troarn l'avait rejointe lors de leur fusion, après avoir régulièrement voté son départ de l'ancienne intercommunalité pour rejoindre la communauté urbaine à laquelle appartenait déjà Sannerville, puisque son retour à la communauté de communes Entre bois et marais, disparue le 31 décembre 2016 en même temps que la création de la commune nouvelle, est devenu impossible.),,. En attendant les élections municipales de mars 2020, pour désigner leurs conseils municipaux et leurs nouveaux maires, les deux communes sont administrées par des délégations spéciales nommées par le préfet.

## Politique et administration

### Communes déléguées
| Nom            | Code Insee | Intercommunalité | Superficie (km2) | Population (dernière pop. légale) | Densité (hab./km2) |
| -------------- | ---------- | ---------------- | ---------------- | --------------------------------- | ------------------ |
| Troarn (siège) | 14712      | CU Caen la Mer   | 11,53            | 3 542 (2016)                      | 307                |
| Sannerville    | 14666      | CU Caen la Mer   | 5,14             | 1 926 (2016)                      | 375                |

### Liste des maires
| Période        | Période                    | Identité              | Étiquette | Qualité                                |
| -------------- | -------------------------- | --------------------- | --------- | -------------------------------------- |
| 3 janvier 2017 | 3 février 2018 (démission) | Christophe Lemarchand | DVG       | Cadre                                  |
| 21 avril 2018  | 31 décembre 2019           | Christian Le Bas      | DVD       | Responsable d'activité Eiffage Énergie |

## Population et société

### Démographie
L'évolution du nombre d'habitants est connue à travers les recensements de la population effectués dans la commune depuis sa création.

En 2017, la commune comptait 5 428 habitants.
| 2015  | 2016  | 2017  |
| ----- | ----- | ----- |
| 5 451 | 5 468 | 5 428 |

## Économie
Il convient de se reporter aux articles consacrés aux anciennes communes fusionnées.

## Culture locale et patrimoine
Il convient de se reporter aux articles consacrés aux anciennes communes fusionnées.